# 佐藤佳
佐藤 佳（さとう けい、Kei SATO）は、日本のウイルス学者。学位は博士（医学）（京都大学・2010年）。東京大学医科学研究所 システムウイルス学分野・教授（分野長）、東京大学新世代感染症センター・主任研究員。

## 略歴
- 2001年 - 山形県立山形東高等学校・卒業
- 2004年 - 東北大学農学部応用生物化学科・卒業
- 2007年 - 京都大学大学院生命科学研究科高次生命科学専攻・修了
- 2010年 - 京都大学大学院医学研究科医学専攻・修了
- 2010年7月 - 2012年7月、京都大学ウイルス研究所（現 京都大学医生物学研究所）・特定助教
- 2015年7月 - 2015年10月、グラスゴー大学
- 2012年8月 - 2016年2月、京都大学ウイルス研究所・助教
- 2016年3月 - 2016年9月、京都大学ウイルス研究所・講師
- 2016年10月 - 2018年3月、京都大学ウイルス・再生医科学研究所（現 京都大学医生物学研究所）・講師
- 2018年4月 - 2022年3月、東京大学医科学研究所システムウイルス学分野・准教授（研究室主宰者）
- 2022年4月 - 東京大学医科学研究所システムウイルス学分野・教授（分野長）
- 2022年10月 - 東京大学国際高等研究所新世代感染症センター・主任研究員（併任）

## 所属学会
- 日本ウイルス学会
- 日本分子生物学会
- 日本エイズ学会
- 日本進化学会

ほか

## 著書
- 岩見 真吾/佐藤 佳/竹内 康博『ウイルス感染と常微分方程式』  共立出版、2017年4月。ISBN 978-4320110069。

ほか